# Блумс, Мартиньш
Мартиньш Блумс (латыш. Mārtiņš Blūms; род. 17 октября 1995, Цесис) — латвийский маунтинбайкер. Участник летних Олимпийских игр 2024 года в Париже. Абсолютный победитель 2017 года в дисциплине олимпийский кросс-кантри (XCO) среди юношей до 23 лет (U23). На чемпионате Европы 2017 года завоевал четвёртое место в категории U23.

## Маунтинбайкинг
Блумс в основном выступает в дисциплине олимпийского кросс-кантри (XCO), в начале карьеры представлял велокоманду «ZZK» вместе с Арни Петерсоном. Оба также участвовали в Латвийском марафоне по маунтинбайку (XCM). В 2016 году Блюм выиграл марафон SEB MTB в общем зачёте, а в 2014 году стал третьим. В 2016 году он занял второе место в марафоне Vivus.lv.
В 2017 году, выступая в возрастной группе U23, Блум выиграл четвёртый этап кубка мира, что вкупе с высокими местами на первых четырёх этапах позволило им стать лидером сезона. По ходу сезона Блум выиграл пятый этап, финишировал вторым на заключительном этапе и обеспечил общую победу в общем зачёте Кубка мира.
Мартиньш Блумс занял 37-е место по итогам сезона в мировом рейтинге по маунтинбайку (MTB) Международного союза велосипедистов (UCI), а его товарищ по команде Арнис Петерсонс 91-е место. Благодаря очкам, набранным обоими спортсменами, Латвия оказалась на 22-й позиции в мировом рейтинге UCI.
В январе 2018 года присоединился к нидерландской команде CST Sandd American Eagle, подписав двухлетний контракт.

### Рейтинги
| Год                 | 2018   |
| ------------------- | ------ |
| Мировой рейтинг UCI | 1577-й |
| Европейский тур UCI | 1008-й |
|                     |        |
| Источник: UCI       |        |